# Templo de Zeus Hypsisto
El templo de Zeus Hypsisto es un antiguo templo romano dedicado a la deidad romana Zeus, que se encuentra ubicado en la actual ciudad de Dumair o Al-Dumayr, Siria, a 45 km al noreste de Damasco, conocido históricamente como Thelsea.

## Historia
Si bien se desconoce su fecha de construcción, probablemente fue un edificio nabateo convertido en templo alrededor del siglo II. Su diseño es inusual y la construcción puede haber comenzado como una fuente pública, pero en su forma final es claramente un templo.
En una de sus inscripciones, menciona un caso escuchado por el emperador Caracalla en Antioquía alrededor de 216, sobre la corrupción en el sacerdocio del templo.

Para los campesinos, el caso es sobre asuntos de piedad, para ustedes nada es más importante que la piedad. Así que ahora tienen confianza en el presente caso para entablar un caso ante el rey y juez más piadoso. Hay un famoso templo de Zeus en su territorio, que es visitado por personas de todas las regiones vecinas. Van allí y organizan procesiones. Aquí está el primer error cometido por nuestro adversario. Disfruta de [inmunidad de impuestos y] exención de liturgias, lleva una corona de oro, disfruta de [precedencia], ha tomado el cetro en su mano y se ha proclamado sacerdote de Zeus.

## Galería

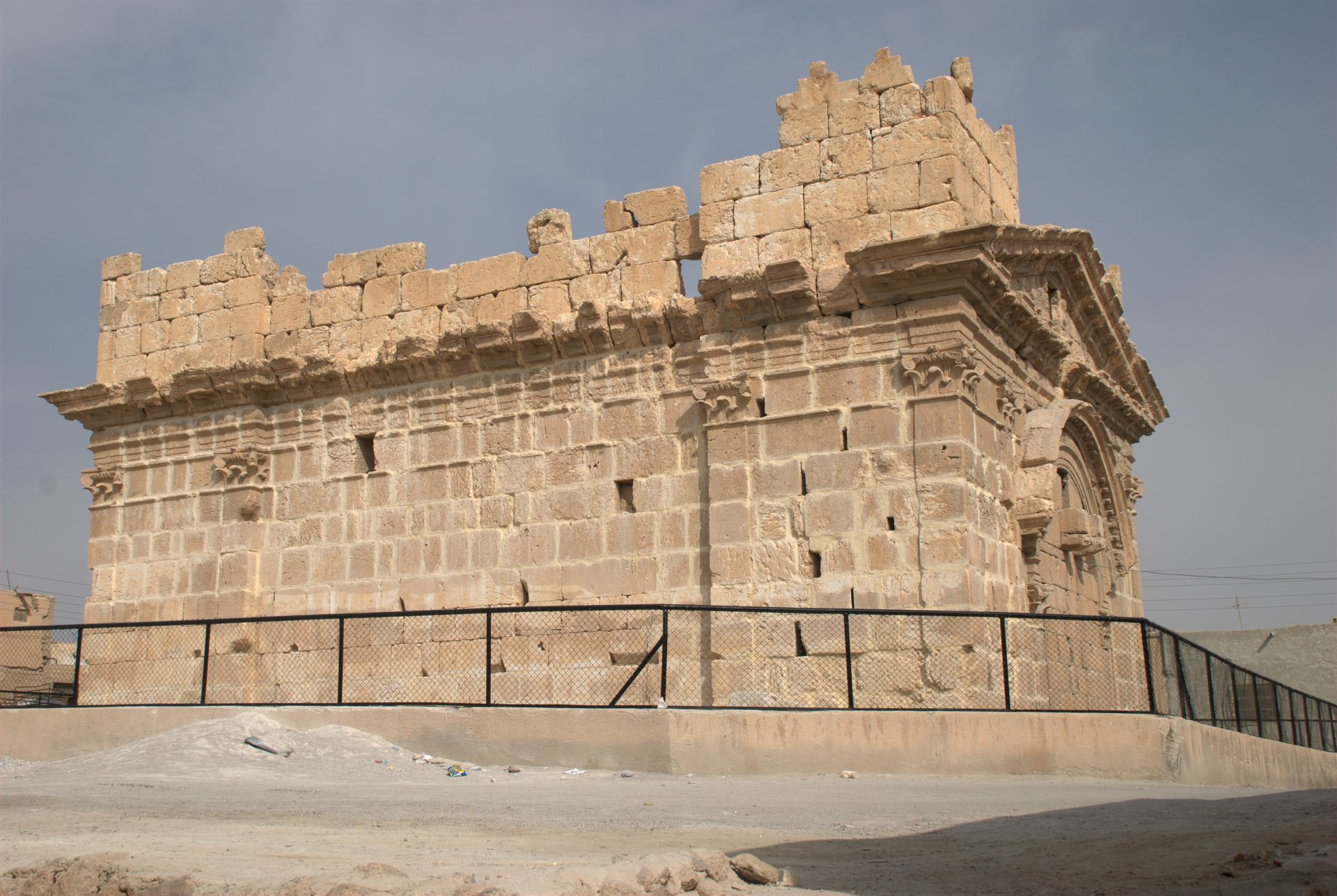
Exterior del templo visto desde el sur
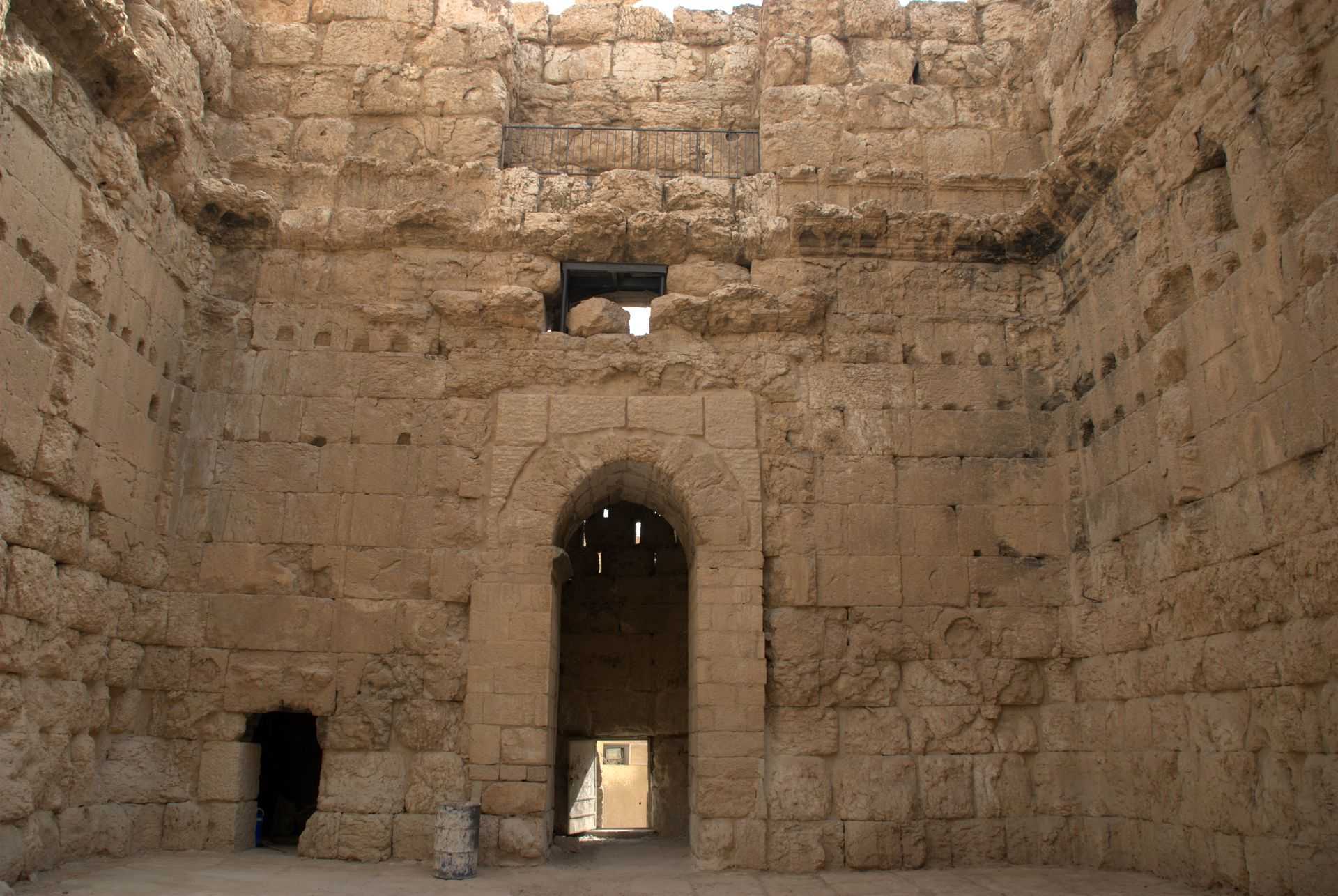
Interior del templo
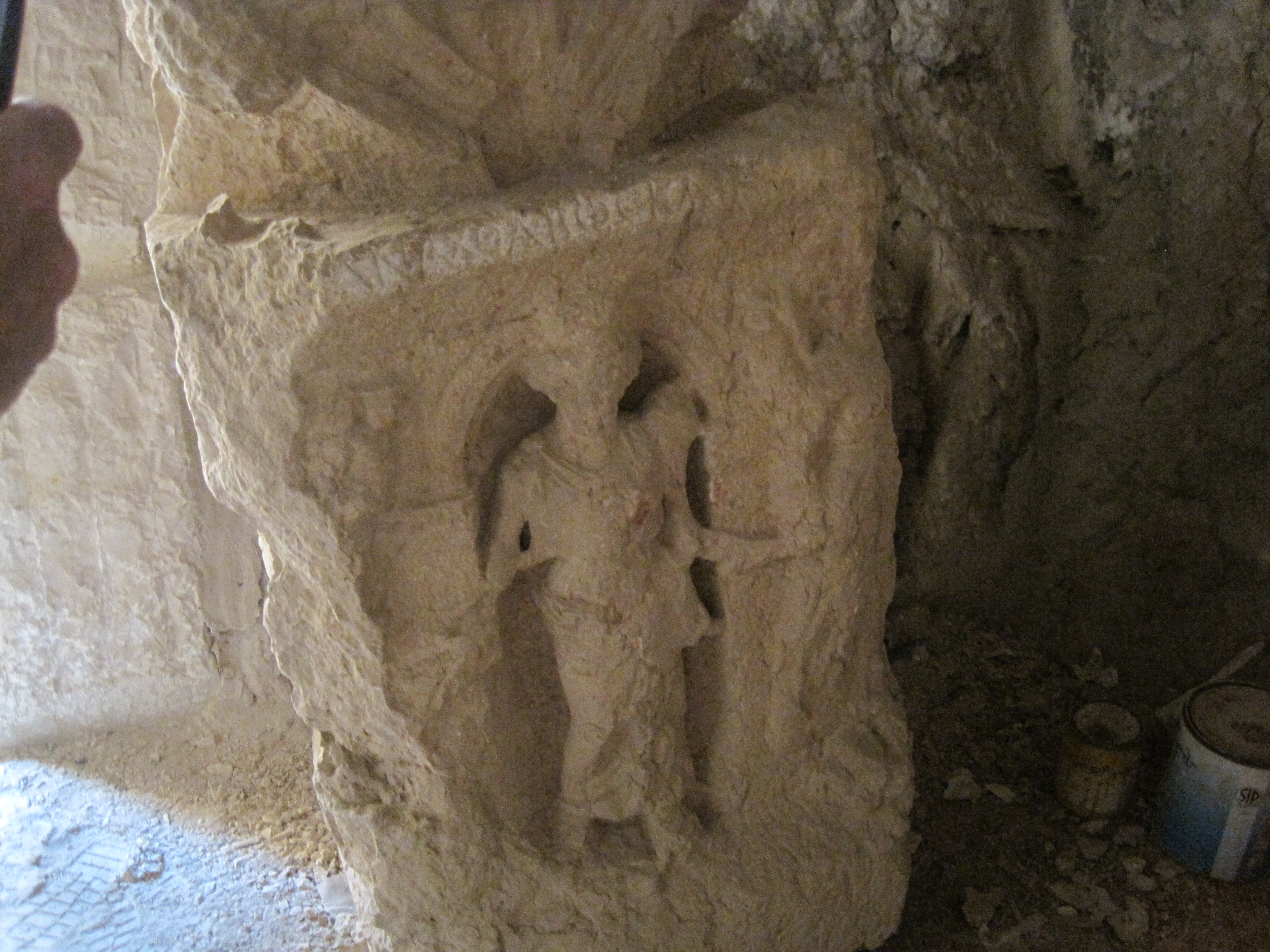
Detalle de un relieve en el interior.